# Буан-ле-Люр
Буа́н-ле-Люр (фр. Bouhans-lès-Lure) — коммуна во Франции, находится в регионе Франш-Конте. Департамент — Верхняя Сона. Входит в состав кантона Люр-Нор. Округ коммуны — Люр.
Код INSEE коммуны — 70081.

## География
Коммуна расположена приблизительно в 330 км к юго-востоку от Парижа, в 60 км северо-восточнее Безансона, в 22 км к востоку от Везуля.
По территории коммуны протекает река Бурбье (фр. Bourbier). Северо-восточная часть коммуны покрыта лесами.

## Население
Население коммуны на 2010 год составляло 310 человек.
| 1962 | 1968 | 1975 | 1982 | 1990 | 1999 | 2010 |
| ---- | ---- | ---- | ---- | ---- | ---- | ---- |
| 191  | 181  | 163  | 216  | 201  | 212  | 310  |

## Экономика
В 2010 году среди 186 человек трудоспособного возраста (15—64 лет) 138 были экономически активными, 48 — неактивными (показатель активности — 74,2 %, в 1999 году было 69,1 %). Из 138 активных жителей работали 128 человек (66 мужчин и 62 женщины), безработных было 10 (5 мужчин и 5 женщин). Среди 48 неактивных 15 человек были учениками или студентами, 20 — пенсионерами, 13 были неактивными по другим причинам.

## Фотогалерея

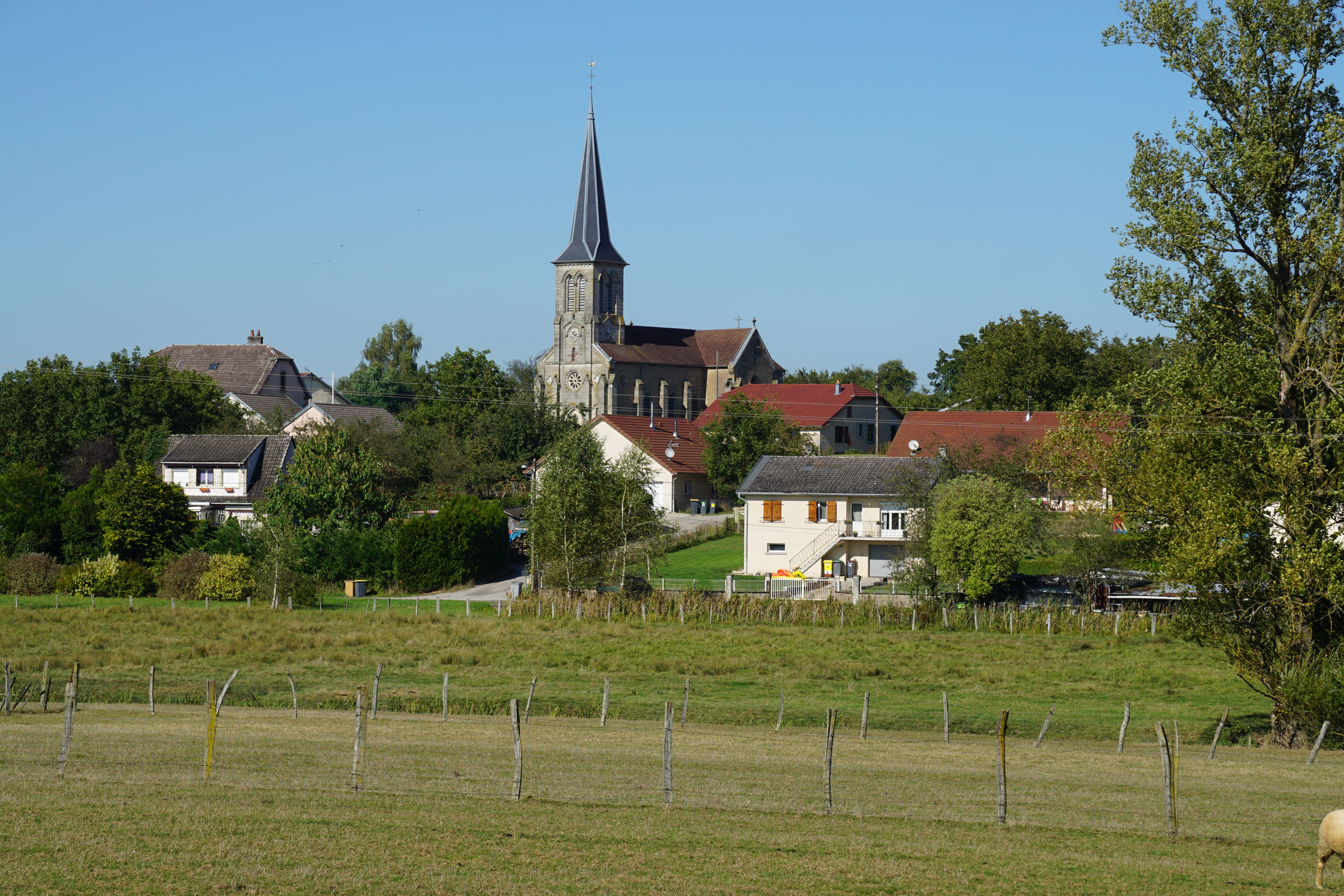
Буан-ле-Люр
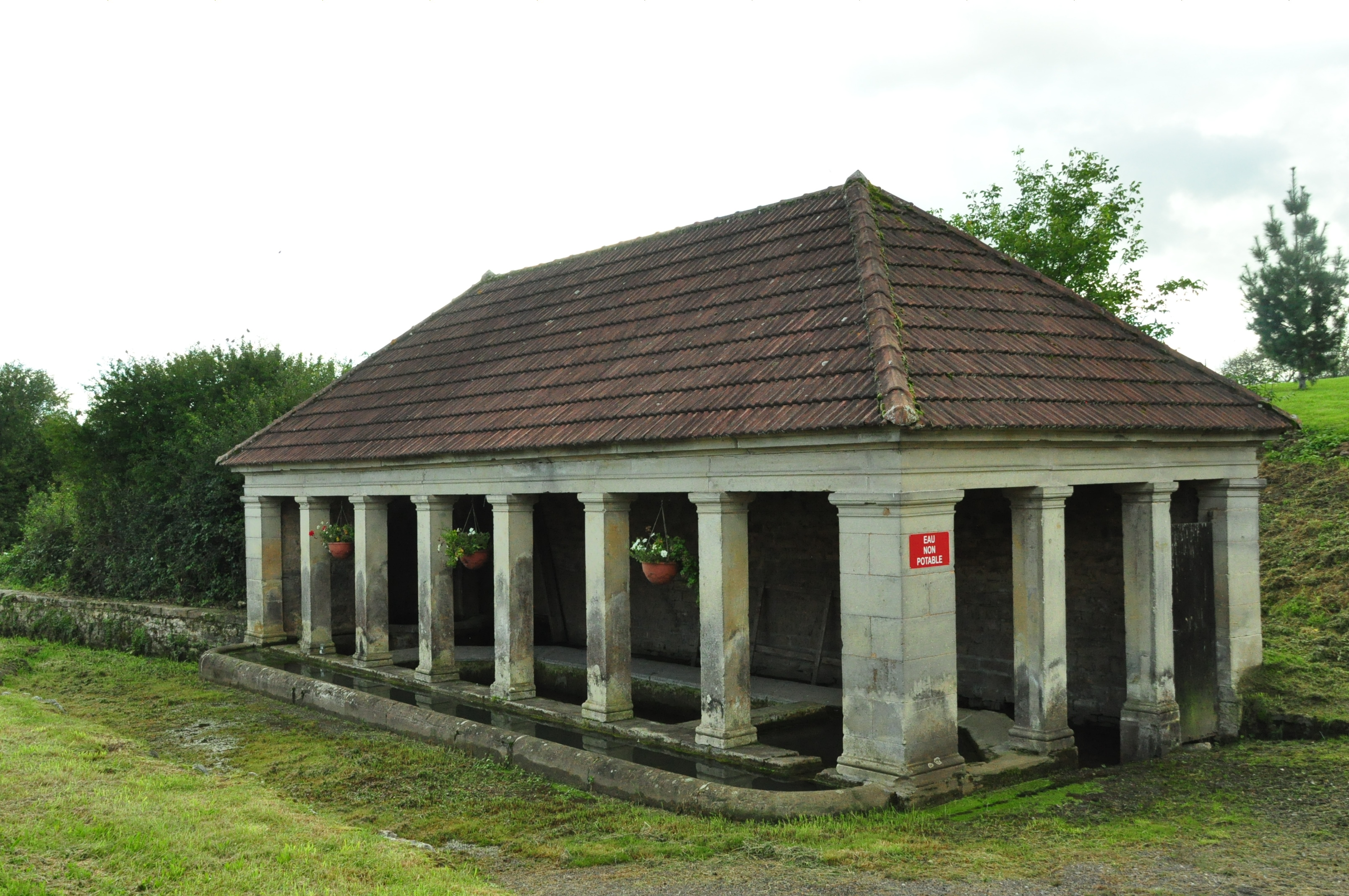
Общественная прачечная
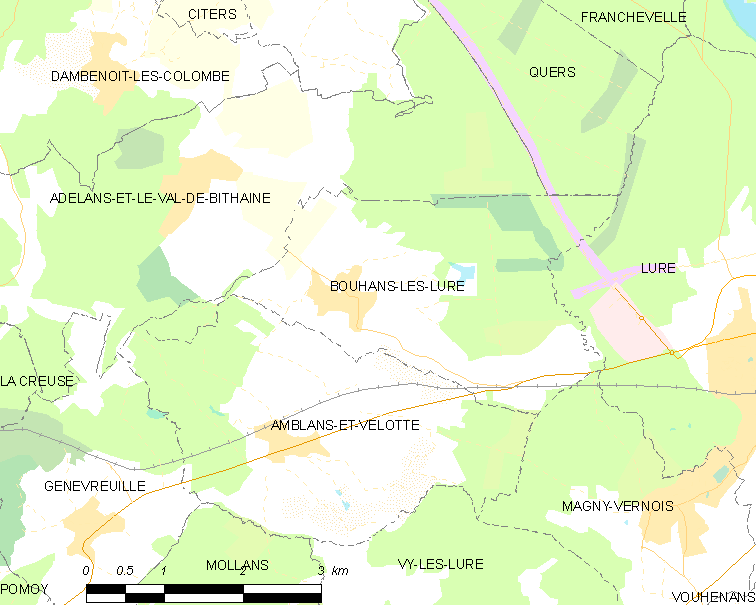
Карта коммуны